# Pek Namdzsun
Pek Namdzsun (백남준, nyugaton Nam June Paik) (Szöul, 1932. július 20. – Miami, 2006. január 29.) dél-koreai születésű amerikai művész. Neve a videóművészetet és a komputerművészetet fémjelzi.

## Élete
1932-ben született Dél-Koreában, de a koreai háború miatt a család először Hongkongba, majd Japánba menekült. A tokiói egyetemen zenét tanult és zongoristának készült. Később Nyugat-Németországba ment zeneelméletet tanulni. Itt ismerkedett meg Joseph Beuys-szal, Wolf Vostellel és a Fluxussal. 1964-ben New Yorkba költözött, ahol a művészeti élet nagyjaival, többek között John Cage-dzsel, Yoko Onóval és Bill Violaval dolgozott együtt.

## Munkássága
Pek Namdzsun az első olyan művész, aki a komputer és a videó összekapcsolásával kísérletezett.[forrás?] Sok videóinstallációt készített. Egyesek, mint például Pek is, úgy vélik, hogy a technikai eszközök lassan teljesen háttérbe fogják szorítani a festészetet és az egyéb hagyományos médiumokat, mások a komputerben egyszerűen csak a ceruzánál és az ecsetnél bonyolultabb eszközt látnak, miközben a kritikusok többsége általában igen szkeptikusan néz az eddig megvalósult komputerművészeti teljesítményekre. A vita elsősorban arról folyik, hogy miben nyilvánul meg a programozó művészi kreativitása, miközben olyan feltételezések is megjelentek, hogy a számítógép egyszer majd önállóan, úgymond egy „önművelő” folyamat során haladja önnön kreatív képességeit – s ezzel együtt az emberéit is. Addig azonban a komputerművek többségének mechanikus és racionális voltát egyes művészek véletlenszerű paraméterek közbeiktatásával próbálják az irracionalitás és a kiszámíthatatlanság felé billenteni.
Az első legjelentősebb komputerművészeti kiállítást 1968-ban rendezték meg Londonban, majd csakhamar ugyanott alakult meg a világ első komputerművészeti társasága.

## Zen fej
1962-ben, a Wiesbadeni Stadtisches Múzeum auditóriumának színpadán Pek fejét, kezét és nyakkendőjét egy tál tintába és paradicsomlébe mártotta, majd egy hosszúkás papíron ezeket hason fekve és mászva végighúzta. Pek az azóta első Fluxus fesztiválként emlegetett Fluxus Internationale Festspiele Neuester Mucikon (Legújabb Zenei Fluxus Fesztivál) vett részt.
A Pek által bemutatott darabnak, a Zen fejnek volt egy (zene)szerzőtársa, La Monte Young . Paik az ő kompozícióját jelenítette meg a színpadi térben, performansza egy 1960-as darabon alapult. La Monte Young kottája az előadót egyszerűen csak „Húzzon egyenes vonalat és kövesse!” utasítással látta el. Műtárgyként a Wiesbaden Múzeum őrzi.
A Zen a fejnek darab által feltett kérdéseknek köze van a művészet és a művész szerepéhez, az akció és tárgy, a tárgy és a múzeum, az élet és a művészet kapcsolatához; és ahhoz is, hogy miként készül ma a művészet, hogy miként kerülhet bemutatásra és hogy miképpen fogadják azt. A Pek-féle performansz a művészet határaival is foglalkozik, annyiban, amennyiben a kijelölés hogyanjára és mikéntjére is kihívóan utal.[forrás?]
Pek performansza alkotott egy tárgyat is, amit festménynek is lehet nevezni. Ezzel egyedül azonban nem írható le a Zen a fejnek cselekménysora, amely az elfogadott médiakategóriákon vagy művészettörténeti irányokon kívül esik.[forrás?]

## Főbb művei
- TV Cello – 1971
- TV Buddha – 1974
- Electronic Superhighway: Continental U.S., Alaska, Hawaii, 1995